# Alt Tucheband
Alt Tucheband is een gemeente in de Duitse deelstaat Brandenburg, en maakt deel uit van het Landkreis Märkisch-Oderland.
Alt Tucheband telt 798 inwoners.

## Demografie
| Jaar | Inwoners |
| ---- | -------- |
| 1875 | 2 864    |
| 1890 | 2 408    |
| 1910 | 1 784    |
| 1925 | 2 078    |
| 1933 | 1 886    |
| 1939 | 1 794    |
| 1946 | 1 553    |
| 1950 | 2 014    |
| 1964 | 1 472    |
| 1971 | 1 441    |

| Jaar | Inwoners |
| ---- | -------- |
| 1981 | 1 175    |
| 1985 | 1 155    |
| 1989 | 1 097    |
| 1990 | 1 092    |
| 1991 | 1 073    |
| 1992 | 1 072    |
| 1993 | 1 055    |
| 1994 | 1 031    |
| 1995 | 1 030    |
| 1996 | 1 050    |

| Jaar | Inwoners |
| ---- | -------- |
| 1997 | 1 053    |
| 1998 | 1 048    |
| 1999 | 1 049    |
| 2000 | 1 053    |
| 2001 | 1 015    |
| 2002 | 1 011    |
| 2003 | 1 015    |
| 2004 | 1 027    |
| 2005 | 1 026    |
| 2006 | 973      |

| Jaar | Inwoners |
| ---- | -------- |
| 2007 | 936      |
| 2008 | 927      |
| 2009 | 914      |
| 2010 | 886      |
| 2011 | 846      |
| 2012 | 811      |
| 2013 | 790      |
| 2014 | 760      |
| 2015 | 766      |

Altlandsberg ·
Alt Tucheband ·
Bad Freienwalde ·
Beiersdorf-Freudenberg ·
Bleyen-Genschmar ·
Bliesdorf ·
Buckow (Märkische Schweiz) ·
Falkenberg ·
Falkenhagen (Mark) ·
Fichtenhöhe ·
Fredersdorf-Vogelsdorf ·
Garzau-Garzin ·
Golzow ·
Gusow-Platkow ·
Heckelberg-Brunow ·
Höhenland ·
Hoppegarten ·
Küstriner Vorland ·
Lebus ·
Letschin ·
Lietzen ·
Lindendorf ·
Märkische Höhe ·
Müncheberg ·
Neuenhagen bei Berlin ·
Neuhardenberg ·
Neulewin ·
Neutrebbin ·
Oberbarnim ·
Oderaue ·
Petershagen/Eggersdorf ·
Podelzig ·
Prötzel ·
Rehfelde ·
Reichenow-Möglin ·
Reitwein ·
Rüdersdorf bei Berlin ·
Seelow ·
Strausberg ·
Treplin ·
Vierlinden ·
Waldsieversdorf ·
Wriezen ·
Zechin ·
Zeschdorf